# Serat Yusup
Serat Yusup is de Javaanse bewerking van het verhaal van Jozef dat te vinden is in de Koran (Soera 12. Yusuf) en ook in de Tenach (het Oude Testament (Genesis: 37-50)). De oudste versie die bewaard gebleven is, is te vinden in een handschrift uit 1633, maar het werk zelf kan ouder zijn. Men vermoedt dat de oudste versie van Serat Yusup in de 16e of de 17e eeuw werd geschreven.

## Inleiding
De Serat Yusup ademt de sfeer van de Nieuw-Javaanse tijd. De dichter bedient zich van het Nieuw Javaans en het onderwerp is ook nieuw; namelijk een profeet van de islam.
Hoewel de islamitische achtergrond evident is, heeft de vermaarde javanicus Theo Pigeaud geopperd dat deze tekst ook in de grotere context van de Javaanse literatuurgeschiedenis past. Pigeaud was van mening dat de tekst bij het genre romance of heldendicht hoort naast autochtone Javaanse verhalen zoals de Panji en de Damarwulan-cyclus.

## Samenvatting
Er was eens een man Yakub geheten die in Kanahan (Kanaän) woonde. Bij zijn twee vrouwen had hij twaalf kinderen verwekt. De op een na jongste (nummer elf) was zijn lievelingskind, Yusup genaamd. De tien oudere broers waren jaloers op hem. Toen Yusup op een keer droomde dat de zon, de maan en elf sterren voor hem bogen en suggereerde dat dit betekende dat zijn familie voor hem boog, was de maat vol. Zij namen hem mee naar de woestijn en lieten hem daar achter in een droge put. Maar dood hadden zij niets aan hem en dus verkochten zij hem vervolgens aan reizende koopman genaamd Malik. Daarna scheurden zij de kleren van Yusup aan stukken en dompelden zij deze in lamsbloed. Aan Yakub vertelden zij dat Yusup verscheurd was door een wild dier.
Ondertussen werd Yusup meegenomen door een reizende koopman. Hij werd door de slavenhandelaar meegenomen naar Mesir (Egypte, Arabisch: مصر, Hebreeuws: מצרי). Bij hem thuis zorgde Yusup voor problemen omdat elke vrouw verliefd op hem werd, daar bij inbegrepen de vrouw van de koopman. Daarop werd Yusup verkocht aan de Egyptische koning.
De vrouw van de koning, koningin Jaléka, werd verliefd op hem en probeerde hem te verleiden, maar dit mislukte. Beschaamd beschuldigde zij Yusup ervan dat hij haar wilde verkrachten. De koning wilde hem echter sparen en hij werd in de gevangenis geworpen.
Enige tijd later kreeg de koning een vreemde droom. Geen van zijn lijfartsen kond echter uitleggen welke betekenis deze droom had. Toen herinnerde een wacht, die ooit de cel Yusup gedeeld had, zich dat Yusup eens een droom van hem uitgelegd had. Yusup werd uit zijn cel gehaald en vertelde aan de koning dat hij gedroomd had hoe zeven magere koeien zeven dikke opgegeten hadden en hoe zeven dorre bladeren zeven groene bladeren opgepeuzeld hebben. De droom betekende, zo sprak Yusup, dat het land zeven jaren van voorspoed te wachten stond, gevolgd door zeven jaren van droogte en hongersnood. Yusup gaf de koning het advies om een grote voorraad aan te leggen voor de zeven jaren van tegenspoed.
Als beloning kreeg Yusup de taak om zijn eigen idee uit te voeren. Enige tijd later kwam de koning te overlijden en Yusup volgde hem op en trouwde met koningin Jaléka die indertijd geprobeerd had hem te verleiden. Over de koningin wordt verteld dat zij, toen zij nog jong was, gedroomd had dat zij met de machtigste man van Mesir zou trouwen. Zij trouwde dus met de koning. Pas toen zij Yusup voor de eerste keer zag, herinnerde zij dat hij de man van haar dromen was.
Intussen trof de droogte niet alleen Mesir maar ook omringende landen, waaronder Kanahan. Yakub hoorde dat men in Mesir uit voorzorg een grote voedselvoorraad had aangelegd en stuurde zijn tien zonen daarnaartoe om voedsel te kopen. Alleen de jongste zoon, Bunyamin bleef thuis omdat Yakub nog steeds om het verlies van Yusup treurde. In Mesir aangekomen vroegen de tien broers audiëntie bij de koning. Yusup ontving hen en schrok, hij herkende meteen zijn broers, maar zijn broers herkenden hem niet. Yusup hoorde hen uit en vroeg naar de achtergebleven familieleden. Hij hoorde dat Bunyamin nog leefde en vertelde de tien broers dat hij bereid was om hen te helpen mits de jongste broer mee zou gaan. Te Kanahan aangekomen vertelden zij dit aan hun vader. Yakub kon het moeilijk accepteren maar moest Bunyamin toch laten gaan omdat zij anders zouden verhongeren. Bij de tweede gelegenheid maakte Yusup zijn identiteit bekend en Yakub kwam naar Mesir.

## Enkele opmerkingen
De Serat Yusup is een islamitische tekst, dat is evident. Yusup of Jozef is in de islam een profeet en wordt in deze tekst ook aangeduid als nabi (Arabisch: نبي en Hebreeuws: נביא). Daarnaast rekent men in deze tekst af met de oude (“heidense”) religies van Java. Dit is bijvoorbeeld duidelijk te zien aan het begin van de tekst. Hier wordt namelijk een Hindoeïstische of Boeddhistische asceet geïntroduceerd die het waagde om de profeet Mohammed uit te dagen met zijn eigen geschriften en (Sanskriet) śloka’s (sloka's of aforismen). Maar natuurlijk haalt deze grapjas niets uit met zijn geklets.
Verder wordt in de tekst de filosofie van de islam geprononceerd uitgedragen. Islam betekent letterlijk onderwerping (aan Allah). Dit wordt heel mooi getoond door Yusup die nooit twijfelde aan God hoewel hij keer op keer op de proef werd gesteld. Hij werd echter een keer hoogmoedig en vond dat hij heel knap en daardoor uniek was. Terstond werd hij door God gestraft; er verschenen tegelijkertijd heleboel klonen van Yusup. Dit humoristische fragment brengt reliëf in de tekst en maakt deze daardoor ook levendig.
Aan de andere kant laat men tegelijkertijd zien hoe het niet moet. Jaléka is het tegenovergestelde van Yusup. Zij had geprobeerd haar voorbeschikking te forceren of het lot een handje te helpen.

## Taalgebruik
Serat Yusup is een tekst in het Javaans. Maar het origineel van deze tekst is geschreven in het Hebreeuws en het Arabisch. De Javaanse versie is echter niet direct vertaald uit het Arabisch, maar is een bewerking uit het Maleis. Dit verklaart waarom de tekst veel leenwoorden uit het Maleis bevat. Een voorbeeld is het woord terbang ("vliegen") dat in het Javaans niet voorkomt.

## Verspreiding
De Serat Yusup is een populaire tekst geworden, vooral onder vrome moslims in Oost-Java en Madoera. In Midden-Java is Serat Yusup ook bekend, maar is hij lang niet zo populair als is Oost-Java. Verder is Serat Yusup is ook bekend geworden op Bali en Lombok.
In de loop der tijd zijn verschillende versies ontstaan. De versie uit het jaar 1633 is weliswaar de oudste, maar hoeft niet de bron van alle versies te zijn.